# 엔유 천황
엔유 천황(일본어: 円融天皇, 959년 4월 12일 ~ 991년 3월 1일)은 제64대 일본 천황이다. 휘는 모리히라(守平)이다.

## 약력
형인 레이제이 천황 즉위 후 3개월 남짓에 걸치는 황태제의 공석 뒤, 967년 9월 1일, 9세의 나이로 황태자가 되었다. 969년 안나의 변으로 미나모토노 다키아키라가 실각하면서 5개월 후 레이제이 천황의 양위를 받아 즉위한다.
즉위시에는 아직 11세였기 때문에, 대숙부에 해당하는 태정대신 후지와라노 사네요리가 섭정으로 취임하였다. 970년에 사네요리가 사망하면서 천황의 외시아버지 후지와라노 고레타다가 섭정을 계승하였다. 972년에 고레타다가 죽으면서 그 동생 가네미치와 가네이에 사이에 섭관직을 둘러싸 치열한 싸움이 벌어졌다. 천황은 가네미치를 간파쿠로 임명했고 977년에 가네미치가 중병에 걸리면서 가네미치의 요청에 따라 외척 관계가 없는 후지와라노 요리타다를 후임으로 했다.
그 후 가네이에는 딸 센시(아키코)를 입궁시켜 천황의 유일한 황자녀인 야스히토 친왕(후의 이치조 천황)을 낳았다. 그럼에도 불구하고 중궁황자의 사망 후에 준시가 중궁에 책봉되었다. 984년 야스히토 친왕을 황태자로 하는 조건으로 가잔 천황에 양위하였다.

## 가계도
- 황후 : 중궁(中宮) 후지와라노 데루코(藤原 媓子) (947~979) - 후지와라노 가네미치(藤原 兼通)의 딸
- 황후 : 중궁(中宮) 후지와라노 노부코(藤原 遵子) (957~1017) - 후지와라노 요리타다(藤原 頼忠)의 딸
- 황후 : 증 황태후(曾皇太后) 후지와라노 아키코(藤原 詮子) (962~1002) - 후지와라노 가네이에(藤原兼家)의 딸
  - 황자 : 야스히토친왕(懐仁親王) - (이치조 천황)
- 뇨고(女御) : 조쿄덴노 뇨고(承香殿女御) 도모토코 내친왕(尊子内親王 966~985) - 레이제이 천황의 딸
- 고이(更衣) : 주조노 미야스도코로(中将御息所) - 후지와라노 가네타다(藤原 懐忠)의 딸
- 고이(更衣) : 쇼조노 고이(少将更衣)

## 같이 보기
- 고엔유 천황